# Paul Goble
Pour les articles homonymes, voir Goble.
Paul Goble, né le 27 septembre 1933 et mort le 5 janvier 2017, est un écrivain et illustrateur anglo-américain de livres pour enfants, en particulier d'histoires amérindiennes. Son livre La fille qui aimait les chevaux sauvages (en) (The Girl Who Loved Wild Horses) remporte la médaille Caldecott en 1979.

## Biographie
Goble est né à Haslemere, en Angleterre. Il grandit à Oxford où son père est facteur de clavecins et sa mère musicienne professionnelle. Goble étudie à la Central School of Art (en) de Londres, puis travaille comme professeur d'art, designer de meubles et consultant industriel. Son premier livre pour enfants, Red Hawk's Account of Custer's Last Battle, est publié en 1969.
En 1977, il déménage dans les Black Hills du Dakota du Sud. Passionné depuis l'enfance par les Amérindiens, Goble est grandement influencé par la culture des Indiens des Plaines et ses livres pour enfants ultérieurs en témoignent. Pour écrire ses œuvres, Goble se renseigne auprès des indiens eux-mêmes, passant ses étés dans des réserves avec sa première femme qui est co-auteure de plusieurs romans. Il est également adopté par deux tribus : les Yakamas et les Sioux. Il passe aussi beaucoup de temps dans les musées ethnographiques,.
En 1979, Goble reçoit la médaille Caldecott pour son livre de 1978 : La fille qui aimait les chevaux sauvages (en). La plupart de ses livres, récits d'histoires anciennes, sont racontés du point de vue de différentes tribus parmi les nations autochtones. L'esprit araignée Iktomi est également très présent.
Goble devient citoyen américain en 1984. Après avoir vécu treize ans dans le Dakota du Sud, il s'installe à Lewiston, dans l’État de New York au début des années 1990. Mais finit pas s'installer dans le Montana en 1992. Il meurt de la maladie de Parkinson le 5 janvier 2017, à l'âge de 83 ans,.
Une biographie, Paul Goble: Storyteller, écrite par le professeur Gregory Bryan de l'Université du Manitoba, est publiée peu après la mort de Goble.

### Vie privée
Goble se marie deux fois. Sa première épouse, Dorothy Lee (sœur de l'actrice Barbara Yu Ling (en)), qu'il épouse en Angleterre en 1960, est créditée comme co-auteur de plusieurs de ses livres. Ils ont deux enfants avant de divorcer en 1978. Plus tard cette même année, dans le Dakota du Sud, il épousa Janet Tiller, avec qui il a un fils. Janet Goble meurt en juillet 2014,,.

## Art et illustrations
Les illustrations de Goble sont conservées dans diverses collections, dont celle de la Bibliothèque du Congrès.

## Récompenses
- 1979 : Médaille Caldecott[7]
- 2006 : Médaille Regina[15]

## Œuvres
Liste non exhaustive
- (en) Red Hawk's Account of Custer's Last Battle: The Battle of the Little Bighorn, 25 June 1876, Pantheon Books, 1969
- (en) The Friendly Wolf, Simon & Schuster, 1974
- La fille qui aimait les chevaux sauvages, Le Genévrier, 2011 ((en) The Girl Who Loved Wild Horses, 1978)
- (en) The Gift of the Sacred Dog, Bradbury Press, 1980
- (en) The Great Race of the Birds and Animals, Bradbury Press, 1985
- (en) Crow Chief: A Plains Indian Story, Orchard Books, 1992
- (en) Remaking the Earth: A Creation Story from the Great Plains of North America, Scholastic, 1996
- (en) The Legend of the White Buffalo Woman, National Geographic Children's Books, 1998
- (en) Mystic Horse, HarperCollins, 2003
- (en) The Boy & His Mud Horses, World Wisdom, 2010